# Morada Nova de Minas
Morada Nova de Minas is een gemeente in de Braziliaanse deelstaat Minas Gerais. De gemeente telt 8.750 inwoners (schatting 2009).

## Aangrenzende gemeenten
De gemeente grenst aan Biquinhas, Cedro do Abaeté, Felixlândia, Pompéu, São Gonçalo do Abaeté en Três Marias.